# Mausolée Schilizzi
Le Mausolée Schilizzi, aussi connu sous le nom de Mausolée de Posillipo ou Ara Votiva per i Caduti della Patria est un mausolée monumental situé à Naples. Il a été construit dans les années 1880 dans un style Néo-Égyptien. Il est situé sur la colline de Posillipo, et surplombe la baie de Naples.

## Histoire
Le Mausolée a été commandé par le riche banquier Matteo Schilizzi comme un mausolée pour être placé dans le Cimetière de Poggioreale. Dans les années 1920, le bâtiment a été acheté par la municipalité, et déplacé à l'emplacement actuel, afin de servir de mausolée pour les soldats et les patriotes. Le monument a été complété par le fils de l'architecte, Camillo Guerra. Les Cariatides de l'entrée sont dues à Giovanni Battista Amendola.

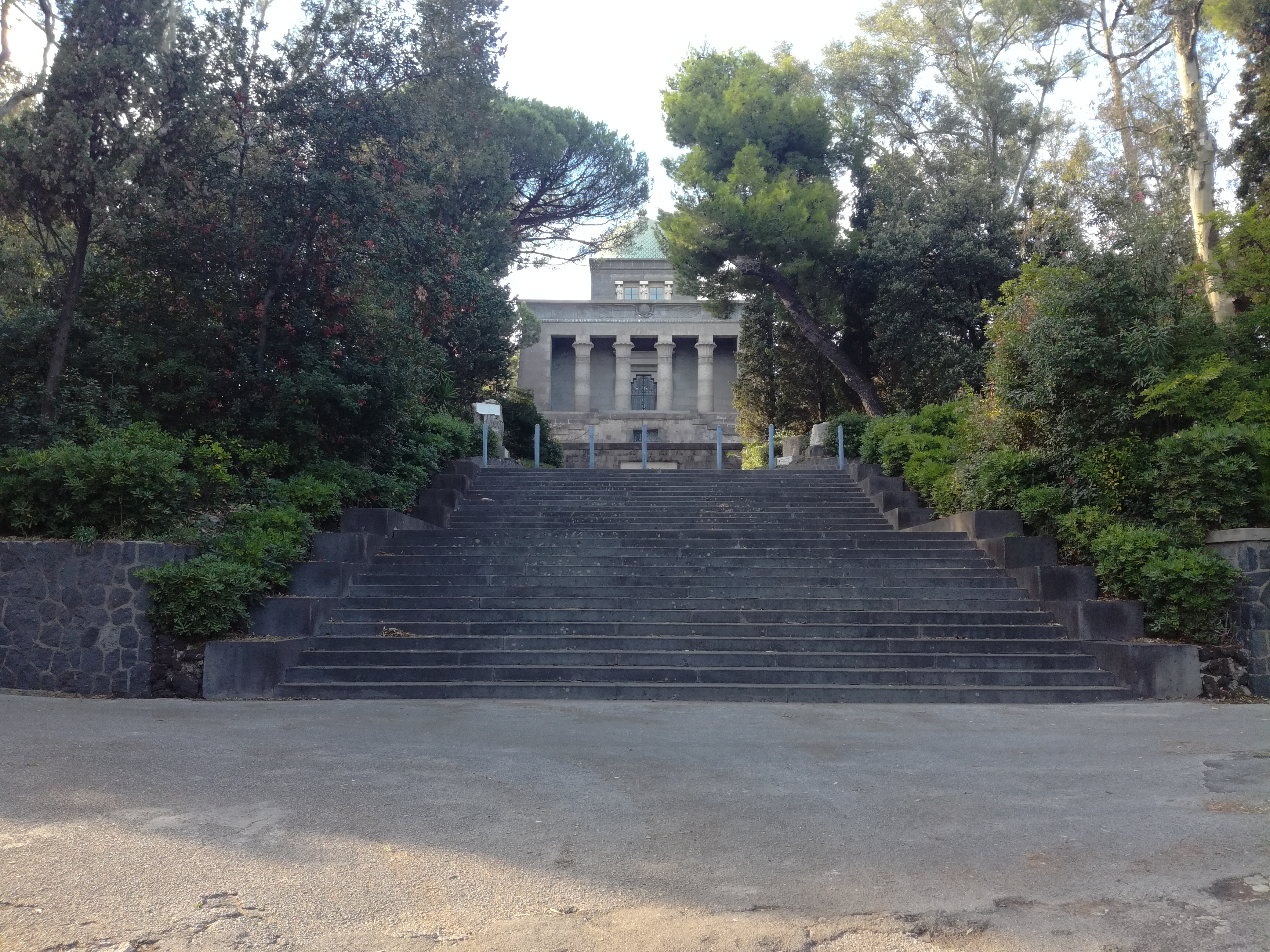
Mausolée, vue de la porte de la via Posillipo.
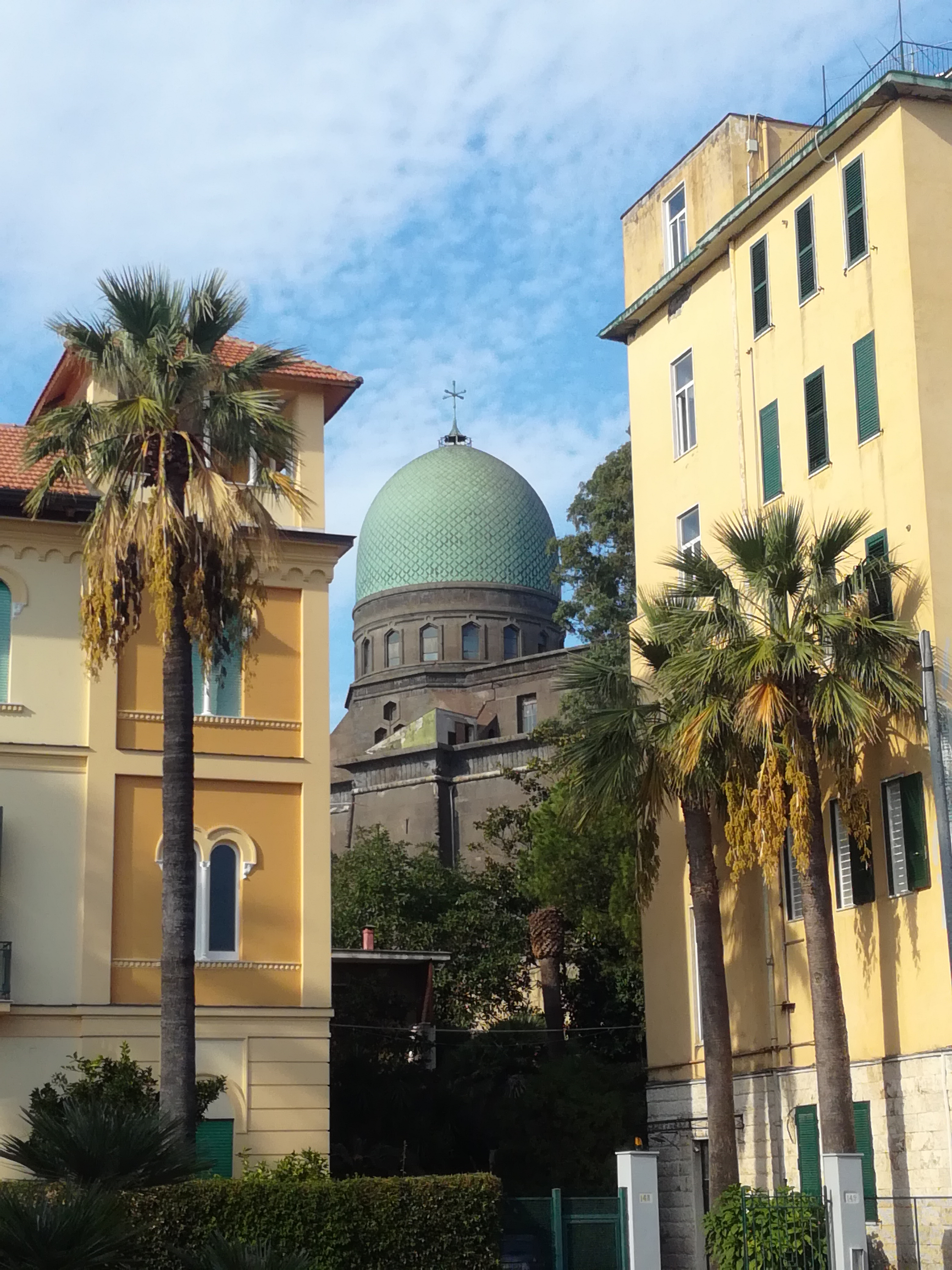
Le dôme.